# Richmond Parkway
Richmond Parkway es una ruta arterial que se conecta con la Interestatal 580 e Interestatal 80 sobre Richmond, California. La autopista permite a los conductores viajar hasta el condado de Marin (al oeste) y al condado de Solano (al norte) para traspasar a Richmond.  

## Historia
La idea original de Richmond Parkway vino primero como la Ruta Estatal 93 a mediados de los 1980s. Sin embargo, cuando el estado no implementó el plan, los oficiales locales recaudaron en una asamblea $200 millones con fondos estatales y locales para construir una autopista que siguiera la misma ruta de la Ruta 93 que se había propuesto, construyéndose a principios de los años 1990s. Aunque la autopista funciona como vía expresa, algunas partes no tienen los mismos estándares que el de una vía de ese tipo.  
La ciudad de Richmond espera que Caltrans la tome, pero actualmente Caltrans no está de acuerdo.